# Auguste Engerand
Auguste Engerand, né le  23 avril 1841 à Caen (Calvados) et mort le 9 mai 1899 à Caen, est un homme politique français. Il est le père de Fernand Engerand.

## Biographie
Auguste Engerand est né à Caen le 23 avril 1841. Il effectue des études de droit à l'université de Caen. Il s'inscrit au barreau de Caen en 1862. En 1870, il entre en politique à la suite de la disparition du Second Empire. Il fonde en 1875 le journal L'Ami de l'ordre pour fédérer les bonapartistes du Calvados. Il se présente aux élections législatives de 1889 sous l'étiquette du boulangisme. Bien qu'arrivé en deuxième position au premier tour, il arrive à être élu au second. Il se représente en 1893 mais il est battu par le républicain et maire de Caen Georges Lebret.
Il meurt à Caen le 9 mai 1899.

## Sources
- « Auguste Engerand », dans le Dictionnaire des parlementaires français (1889-1940), sous la direction de Jean Jolly, PUF, 1960 [détail de l’édition]